# Kukuinussöl
Kukuinussöl ist ein pflanzliches Öl, das aus dem Samen des Kukuinussbaumes gewonnen wird. Es gehört wie das Tungöl zu den sogenannten Holzölen. Es wird im englischen Sprachraum auch als Candlenut- oder Lumbang-oil bezeichnet.

## Gewinnung
Das Öl kann man durch Extraktion sowie Heiß- oder Kaltpressung gewinnen. Bei einer Heißpressung werden jedoch die meisten Antioxidantien zerstört, weswegen das dadurch gewonnene Öl viel weniger stabil ist.
Nach der Pressung wird das Öl filtriert und gereinigt. Zur Stabilisierung können noch weitere Antioxidantien wie Vitamin C (Ascorbylpalmitat), Vitamin A (Palmitat) und Vitamin E (D-α-Tocopherol) zugesetzt werden.

## Eigenschaften
Die Farbe ist hellgelb bis orange. Der Geruch ist säuerlich, grasig, aber auch dumpf-chemisch.

## Zusammensetzung
Auffällig in den Triglyceriden des Öls ist der hohe Anteil an ungesättigten Fettsäureresten der Öl-, Linol- und Linolensäure von zusammen bis zu 90 Prozent.

## Verwendung
Neben der Verwendung in der Küche kennt man noch Verwendungen in Industrie, Pharmazie und Kosmetik.

### Industrie
Kukuinussöl wurde früher vor allem in Südostasien als Lampenöl verwendet. In neuerer Zeit wird es als Grundstoff für Farben und Lacke sowie als Treibstoff verwendet.

### Pharmazie
Kukuinussöl wird erfolgreich zur Behandlung von atopischer Dermatitis, Neurodermitis, Psoriasis, Akne, Ekzemen eingesetzt.

### Kosmetik
Dem Kukuinussöl wird einerseits eine hautstraffende, andererseits eine feuchtigkeitsregulierende Wirkung zugeschrieben. Als hautstraffend gilt es wegen seines hohen Gehaltes an den Vitaminen A und E. Außerdem soll es das Bindegewebe stärken und so beispielsweise Schwangerschaftsstreifen vorbeugen. Die enthaltenen ungesättigten Fettsäuren sollen den Aufbau epidermaler Ceramide stützen und so zur Regeneration der Hautbarriere beitragen, wodurch wiederum die körpereigene Feuchtigkeit erhalten bleiben soll. Kukuinussöl wird somit verwendet, um ein weiches Hautgefühl zu erzeugen.
Weiters zieht es schnell ohne Fettfilm ein und hat einen natürlichen Sonnenschutzfaktor von 10. Es wird demgemäß auch in Kosmetika verwendet, mit denen ein (leichter) Schutz vor Ultraviolettstrahlung erreicht werden soll.
Es wird zur Herstellung von Gesichtsölen und Hairconditionern verwendet.